# Desa Cikidangbayabang
Desa Cikidangbayabang är en administrativ by i Indonesien.   Den ligger i provinsen Jawa Barat, i den västra delen av landet, 80 km sydost om huvudstaden Jakarta. Desa Cikidangbayabang ligger vid sjön Waduk Cirata.